# MediaWiki
MediaWiki — програмний рушій для вебсайтів з відкритим кодом, що працюють за технологією «вікі». Це один із найпотужніших вікі-рушіїв, написаний спеціально для Вікіпедії, який використовується у більшості інших проєктах фонду Вікімедіа, включаючи Вікіпедію, Вікісловник, Вікісховище, Вікіцитати, Мета-Вікі та Вікідані, які визначають значну частину вимог до програмного забезпечення. Крім цього, на ньому працюють кілька вікі-хостингів в Інтернеті. Вільна програма, що розповсюджується під Загальнодоступною громадською ліцензією GNU.
MediaWiki написаний на PHP і використовує реляційну базу даних (можна використовувати MySQL, PostgreSQL); підтримує використання програм memcached та Squid.
MediaWiki надає інтерфейс роботи з базою сторінок, розмежування прав доступу до адміністрування системи, можливість обробки тексту як у власному форматі, так і у форматах HTML та TeX (для формул), можливість завантаження зображень або інших файлів, а також інші можливості. Гнучка система розширень дозволяє користувачам додавати власні нові можливості та програмні інтерфейси.
Логотип МедіаВікі символізує використовувану мову розмітки, у якому для створення посилань використовуються квадратні дужки («[[», «]]»), що набагато простіше за традиційний синтаксис HTML.
Іншим важливим аспектом MediaWiki є її інтернаціоналізація; її інтерфейс доступний більш ніж 400 мовами. Програмне забезпечення має понад 1000 налаштувань конфігурації та понад 1800 розширень, що дозволяють додавати або змінювати різні функції. Окрім використання на сайтах Вікімедіа, MediaWiki використовується як система управління знаннями та контентом на таких вебсайтах, як Fandom, wikiHow, а також у великих внутрішніх установках, таких як Intellipedia та Diplopedia.

## Історія

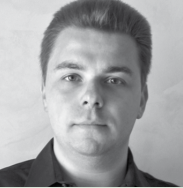
Магнус Манске в 2012

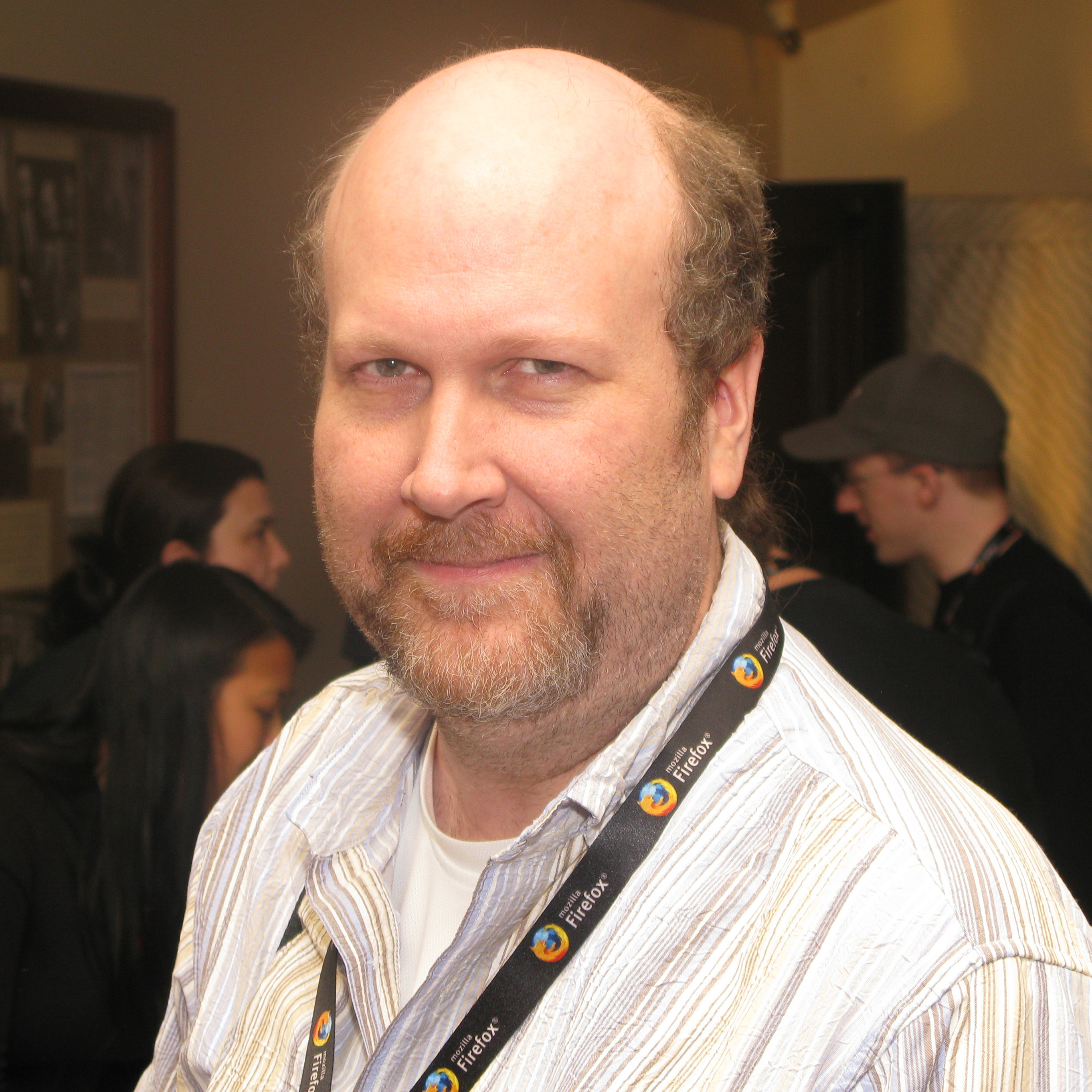
Lee Daniel Crocker в 2008

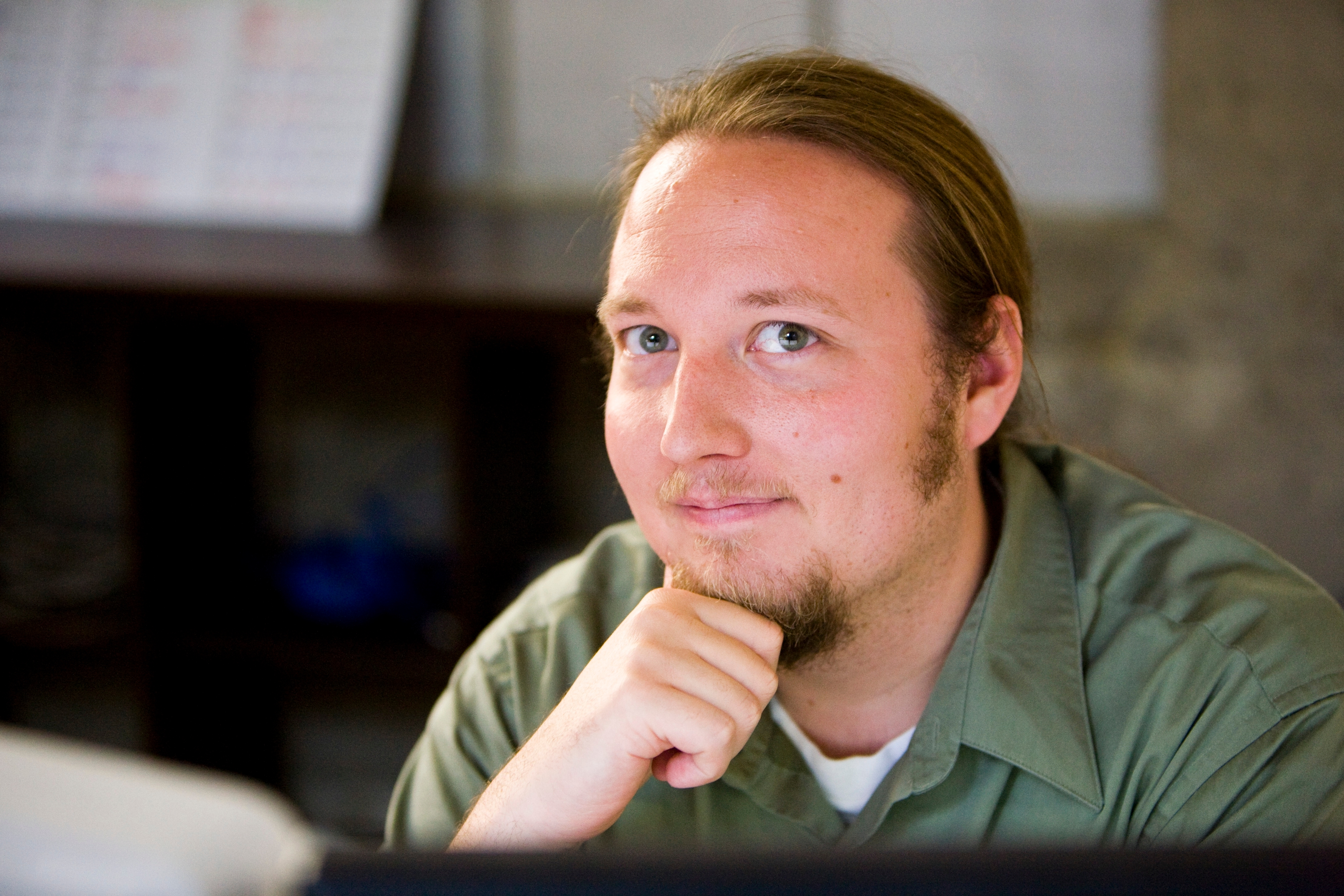
Браян Віббер в 2008

МедіаВікі був розроблений спеціально для Вікіпедії німецьким студентом Магнусом Манске, вдосконалений Лі Деніелом Крокером, після чого розробку координував Фонд Вікімедіа. Спочатку використовувався UseModWiki (відомий, як «Фаза I» — «Phase I»), написаний на Perl. Потім 25 січня 2002 року нова версія («Фаза II» — «Phase II») перейшла на використання PHP. Серед вікіпедистів цей день відомий як «День Магнуса Манске».
Наступна, розширена і доповнена версія, у свій час мала ім'я «Фаза III» («Phase III»), проте потім була перейменована у MediaWiki, оскільки цей програмний засіб стало можливим застосовувати не тільки у Вікіпедії, але й у багатьох інших проєктах, і виникла необхідність строгої нумерації версій. Назва «MediaWiki» — гра слів, вона перекликається з назвою «Вікімедія» — батьківська організація Вікіпедії. Цю назву іноді критикують за можливість плутання з «Wikimedia», що вносить деяку плутанину і бентежить новачків проєкту.
Пізніше, Браян Віббер, the Chief Technical Officer Фонду Вікімедіа, взяв на себе роль менеджера релізів та найактивнішого розробника.

## Історія версій
Нижче приведена таблиця, яка показує, як змінювався рушій з 2003 року до теперішнього часу.
| Версія не підтримується Робоча версія Майбутня версія \| Версія \| Дата випуску \| Посилання \| Головні зміни \| \| --------------------------------------------- \| ----------------- \| ------------------------------------------------------------------------------- \| --------------------------------------------------------------------------------------------------------------------------------------------------------------------------------------------------------------------------------------------------------------------------------------------------------------------------------------------------------------------------------------------------------------------------------------------- \| \| 1.1 \| 8 грудня 2003 \| Нотатки про версію [Архівовано 27 січня 2013 у Wayback Machine.] \| - Новий вікі- синтаксис таблиць. - Інтерфейс, що змінюється користувачами через «Простір імен MediaWiki». - XML-розмітка сторінок експорту статей з додатковою історією. - «Чарівні слова» — спеціальні змінні і інструкції для інтерпретатора. \| \| 1.2 \| 24 березня 2004 \| Нотатки про версію [Архівовано 27 січня 2013 у Wayback Machine.] \| - Експериментальний онлайн-установник. - Зміна розмірів зображення і генерація мініатюр. - Зміна панелі інструментів для вивчення вікі-синтаксису. - Управління правами доступу в MediaWiki. \| \| 1.3 \| 11 серпня 2004 \| Нотатки про версію [Архівовано 2 лютого 2013 у Wayback Machine.] \| - Доданий новий дизайн і поліпшена валідність HTML. - Додані параметри для шаблонів. - Додані характеристики категорій. - Автоматичне злиття правок, коли можливо. - Поліпшена автоматична установка. \| \| 1.4 \| 20 березня 2005 \| Нотатки про версію [Архівовано 27 січня 2013 у Wayback Machine.], Підтримка мов \| - Мова призначеного для користувача інтерфейсу може бути змінена самим користувачем. - Покращена продуктивність. - Додана підтримка стискування старих версій статей для скорочення потреб фізичної пам'яті, що запам'ятовує. - Додана генерація галереї зображень, список нещодавно завантажених файлів. - Включена підтримка растризації SVG. \| \| 1.5 (остання версія, підтримувальна MySQL 3) \| 5 жовтня 2005 \| Нотатки про версію [Архівовано 27 січня 2013 у Wayback Machine.], Підтримка мов \| - Внесені великі зміни в реструктуризацію БД, результатом чого стало: - Підвищення продуктивності для деяких операцій; - Підтримка зберігання інформації поза основною базою даних. - Підтримка повідомлень по e-mail. - Включена підтримка UTF - 8. \| \| 1.6 (остання версія, підтримувальна PHP 4) \| 5 квітня 2006 \| Нотатки про версію [Архівовано 27 січня 2013 у Wayback Machine.], Підтримка мов \| - Розширений режим включення/відключення захисту сторінок. - Додана «черга завдань» на тлі оновлення. - Поліпшено відстежування використання шаблонів. - Параметри шаблонів тепер можуть мати значення за умовчанням. \| \| 1.7 \| 7 липня 2006 \| Нотатки про версію, Підтримка мов \| - MediaWiki переходить до PHP версії 5. PHP 4 більше не підтримується. - Видалені файли можуть бути відновлені. \| \| 1.8 \| 10 жовтня 2006 \| Нотатки про версію, Підтримка мов \| - Повна підтримка PostgreSQL (від версії 8.1) в рушії. - Підтримка створення мініатюр для DjVu і багатосторінкової навігації. - Різні поліпшення у блокуванні користувачів. - Можливість імпорту файлів по URL. \| \| 1.9 \| 10 січня 2007 \| Нотатки про версію, Підтримка мов \| - Нова функція «відміна перевірок». - Різні поліпшення блокування і кешування службових сторінок. - У таблицях тепер можна сортувати вміст по стовпцях. - Додавання лічильника правок. - Зміна розміру відображається в списку спостереження і недавніх змінах. - Зміни в іменах службових сторінок: сторінки можуть бути злокалізовані, тому посилання на них можуть бути зрозумілішими, оскільки можуть бути написані не англійською мовою. \| \| 1.10 \| 9 травня 2007 \| Нотатки про версію, Підтримка мов \| - Доданий «каскадний захист». - Вдосконалений інтерфейс підказок. - Різні вдосконалення блокування і кешування службових сторінок. - Додана підтримка IPv6. \| \| 1.11 \| 10 вересня 2007 \| Нотатки про версію, Підтримка мов \| - Змінні $wgAddGroups і $wgRemoveGroups дозволяють здійснювати розширений контроль. - AJAX- режим перегляду сторінок включений за умовчанням. \| \| 1.12 \| 20 березня 2008 \| Нотатки про версію, Підтримка мов \| - Інтернаціоналізація і локалізація зробили крок широко вперед; переведена велика частина коду до версії 1.12, Службова: Version злокалізована; введена підтримка єврейського, тайського і іранського календаря. - Парсер розмітки переписаний. - Інтерфейс керування правами користувачів вдосконалений та узагальнений. \| \| 1.13 \| 14 серпня 2008 \| Нотатки про версію, Підтримка мов \| - Нові службові сторінки:FileDuplicateSearch, ListGroupRights. - Сторінки Special: UserRights і Special: SpecialPages були змінені. - Прихована характеристика категорій : __HIDDENCAT__ на сторінці категорії приховуватиме категорії на сторінці статті. - Дружній інтерфейс при натисненні на червоні посилання, що ведуть на не створені сторінки. - Подвійні перенаправлення можуть бути встановлені автоматично. \| \| 1.14 \| 22 лютого 2009 \| Нотатки про версію, Підтримка мов \| - Підтримка повідомлення про авторському праві. - Картинки можуть бути на сторонніх серверах. - Керування пошуком здійснюється в основі кожної сторінки. - Вдосконалена підтримка CSS для PDA-пристроїв. - Сторінки історії сторінок містять дату. - Сторінки історії завантаження файлів відображають мініатюри для кожної версії файлу. \| \| 1.15 \| 10 червня 2009 \| Нотатки про версію, Підтримка мов \| - Підтримка переміщення файлів. - Додані ключові слова {{GENDER:\\|\\|}}, {{NUMBEROFACTIVEUSERS}} і {{REVISIONUSER}}. \| \| 1.16 \| 28 липня 2010 \| Нотатки про версію, Підтримка мов \| - Був доданий новий скін Vector. - Канали RSS/Atom включені в сторінку спостереження. - Можлива заборона надсилання e-mail користувачами через Службова: Emailuser. \| \| 1.17 \| 22 червня 2011 \| Нотатки про версію, Підтримка мов \| - Новий інсталятор; - Фреймворк ResourceLoader для динамічної віддачі JavaScript і CSS ресурсів; - Поліпшена реалізація сортування категорій; - Вимагає PHP версії як мінімум 5.2.3; - Вдосконалена підтримка СУБД Oracle. \| \| 1.18 (остання версія, підтримувальна MySQL 4) \| 28 листопада 2011 \| нотатки про версію, Підтримка мов \| - Вдосконалена підтримка писемності (LTR, RTL) - Призначені для користувача посилання адаптовані під підлогу учасника - Поліпшення системи URL (додавання додаткових RD- кодів для кращої підтримки QQ- скриптів і розширених мультимедійних функцій, таких, як Universal Multimedia API) \| \| 1.19 (остання версія, підтримувальна PHP 5.2) \| 2 травня 2012 \| Нотатки про версію, Підтримка мов \| - Вимагає MySQL версії як мінімум 5.0.2. - Була поліпшена підтримка повідомлень, залежних від підлоги учасника в порівнянні з попередньою версією. - Був вбудований мовний конвертер. \| \| 1.20 \| 7 листопада 2012 \| Нотатки про версію, Підтримка мов \| - Вимагає PHP версії як мінімум 5.3.2; - Новий вид різниці змін. \| \| 1.21 \| 25 травня 2013 \| Нотатки про версію, Підтримка мов \| - Патрулювання за допомогою AJAX. - Поліпшена підтримка JavaScript вікі-текстом. - Використання семантичних заголовків в меню навігації. - Перероблено оформлення теми «Кельнська туга». \| \| 1.22 \| 7 грудня 2013 \| Нотатки про версію, Підтримка мов \| - Новий дизайн у службової сторінки «Вхід». - Незначні поліпшення теми оформлення «Векторне». - Повідомлення про збереження правки. \| \| 1.23 \| 5 червня 2014 \| Нотатки про версію, Підтримка мов \| - Незначні вдосконалення службової сторінки «Вхід». \| \| 1.24 \| 26 листопада 2014 \| Нотатки про версію, Підтримка мов \| - Категорії тепер можуть бути перейменовані.[13] - Оновлення jQuery до версії 1.11. \| \| 1.25 \| 25 травня 2015 \| Нотатки про версію, Підтримка мов \| \| Версія не підтримується Робоча версія Майбутня версія |                   |                                                                                 | |
| Версія | Дата випуску      | Посилання                                                                       | Головні зміни |
| 1.1 | 8 грудня 2003     | Нотатки про версію [Архівовано 27 січня 2013 у Wayback Machine.]                | - Новий вікі- синтаксис таблиць. - Інтерфейс, що змінюється користувачами через «Простір імен MediaWiki». - XML-розмітка сторінок експорту статей з додатковою історією. - «Чарівні слова» — спеціальні змінні і інструкції для інтерпретатора. |
| 1.2 | 24 березня 2004   | Нотатки про версію [Архівовано 27 січня 2013 у Wayback Machine.]                | - Експериментальний онлайн-установник. - Зміна розмірів зображення і генерація мініатюр. - Зміна панелі інструментів для вивчення вікі-синтаксису. - Управління правами доступу в MediaWiki. |
| 1.3 | 11 серпня 2004    | Нотатки про версію [Архівовано 2 лютого 2013 у Wayback Machine.]                | - Доданий новий дизайн і поліпшена валідність HTML. - Додані параметри для шаблонів. - Додані характеристики категорій. - Автоматичне злиття правок, коли можливо. - Поліпшена автоматична установка. |
| 1.4 | 20 березня 2005   | Нотатки про версію [Архівовано 27 січня 2013 у Wayback Machine.], Підтримка мов | - Мова призначеного для користувача інтерфейсу може бути змінена самим користувачем. - Покращена продуктивність. - Додана підтримка стискування старих версій статей для скорочення потреб фізичної пам'яті, що запам'ятовує. - Додана генерація галереї зображень, список нещодавно завантажених файлів. - Включена підтримка растризації SVG.                                                                                               |
| 1.5 (остання версія, підтримувальна MySQL 3) | 5 жовтня 2005     | Нотатки про версію [Архівовано 27 січня 2013 у Wayback Machine.], Підтримка мов | - Внесені великі зміни в реструктуризацію БД, результатом чого стало: - Підвищення продуктивності для деяких операцій; - Підтримка зберігання інформації поза основною базою даних. - Підтримка повідомлень по e-mail. - Включена підтримка UTF - 8. |
| 1.6 (остання версія, підтримувальна PHP 4) | 5 квітня 2006     | Нотатки про версію [Архівовано 27 січня 2013 у Wayback Machine.], Підтримка мов | - Розширений режим включення/відключення захисту сторінок. - Додана «черга завдань» на тлі оновлення. - Поліпшено відстежування використання шаблонів. - Параметри шаблонів тепер можуть мати значення за умовчанням. |
| 1.7 | 7 липня 2006      | Нотатки про версію, Підтримка мов                                               | - MediaWiki переходить до PHP версії 5. PHP 4 більше не підтримується. - Видалені файли можуть бути відновлені. |
| 1.8 | 10 жовтня 2006    | Нотатки про версію, Підтримка мов                                               | - Повна підтримка PostgreSQL (від версії 8.1) в рушії. - Підтримка створення мініатюр для DjVu і багатосторінкової навігації. - Різні поліпшення у блокуванні користувачів. - Можливість імпорту файлів по URL. |
| 1.9 | 10 січня 2007     | Нотатки про версію, Підтримка мов                                               | - Нова функція «відміна перевірок». - Різні поліпшення блокування і кешування службових сторінок. - У таблицях тепер можна сортувати вміст по стовпцях. - Додавання лічильника правок. - Зміна розміру відображається в списку спостереження і недавніх змінах. - Зміни в іменах службових сторінок: сторінки можуть бути злокалізовані, тому посилання на них можуть бути зрозумілішими, оскільки можуть бути написані не англійською мовою. |
| 1.10 | 9 травня 2007     | Нотатки про версію, Підтримка мов                                               | - Доданий «каскадний захист». - Вдосконалений інтерфейс підказок. - Різні вдосконалення блокування і кешування службових сторінок. - Додана підтримка IPv6. |
| 1.11 | 10 вересня 2007   | Нотатки про версію, Підтримка мов                                               | - Змінні $wgAddGroups і $wgRemoveGroups дозволяють здійснювати розширений контроль. - AJAX- режим перегляду сторінок включений за умовчанням. |
| 1.12 | 20 березня 2008   | Нотатки про версію, Підтримка мов                                               | - Інтернаціоналізація і локалізація зробили крок широко вперед; переведена велика частина коду до версії 1.12, Службова: Version злокалізована; введена підтримка єврейського, тайського і іранського календаря. - Парсер розмітки переписаний. - Інтерфейс керування правами користувачів вдосконалений та узагальнений. |
| 1.13 | 14 серпня 2008    | Нотатки про версію, Підтримка мов                                               | - Нові службові сторінки:FileDuplicateSearch, ListGroupRights. - Сторінки Special: UserRights і Special: SpecialPages були змінені. - Прихована характеристика категорій : __HIDDENCAT__ на сторінці категорії приховуватиме категорії на сторінці статті. - Дружній інтерфейс при натисненні на червоні посилання, що ведуть на не створені сторінки. - Подвійні перенаправлення можуть бути встановлені автоматично.                        |
| 1.14 | 22 лютого 2009    | Нотатки про версію, Підтримка мов                                               | - Підтримка повідомлення про авторському праві. - Картинки можуть бути на сторонніх серверах. - Керування пошуком здійснюється в основі кожної сторінки. - Вдосконалена підтримка CSS для PDA-пристроїв. - Сторінки історії сторінок містять дату. - Сторінки історії завантаження файлів відображають мініатюри для кожної версії файлу. |
| 1.15 | 10 червня 2009    | Нотатки про версію, Підтримка мов                                               | - Підтримка переміщення файлів. - Додані ключові слова {{GENDER:\|\|}}, {{NUMBEROFACTIVEUSERS}} і {{REVISIONUSER}}. |
| 1.16 | 28 липня 2010     | Нотатки про версію, Підтримка мов                                               | - Був доданий новий скін Vector. - Канали RSS/Atom включені в сторінку спостереження. - Можлива заборона надсилання e-mail користувачами через Службова: Emailuser. |
| 1.17 | 22 червня 2011    | Нотатки про версію, Підтримка мов                                               | - Новий інсталятор; - Фреймворк ResourceLoader для динамічної віддачі JavaScript і CSS ресурсів; - Поліпшена реалізація сортування категорій; - Вимагає PHP версії як мінімум 5.2.3; - Вдосконалена підтримка СУБД Oracle. |
| 1.18 (остання версія, підтримувальна MySQL 4) | 28 листопада 2011 | нотатки про версію, Підтримка мов                                               | - Вдосконалена підтримка писемності (LTR, RTL) - Призначені для користувача посилання адаптовані під підлогу учасника - Поліпшення системи URL (додавання додаткових RD- кодів для кращої підтримки QQ- скриптів і розширених мультимедійних функцій, таких, як Universal Multimedia API) |
| 1.19 (остання версія, підтримувальна PHP 5.2) | 2 травня 2012     | Нотатки про версію, Підтримка мов                                               | - Вимагає MySQL версії як мінімум 5.0.2. - Була поліпшена підтримка повідомлень, залежних від підлоги учасника в порівнянні з попередньою версією. - Був вбудований мовний конвертер. |
| 1.20 | 7 листопада 2012  | Нотатки про версію, Підтримка мов                                               | - Вимагає PHP версії як мінімум 5.3.2; - Новий вид різниці змін. |
| 1.21 | 25 травня 2013    | Нотатки про версію, Підтримка мов                                               | - Патрулювання за допомогою AJAX. - Поліпшена підтримка JavaScript вікі-текстом. - Використання семантичних заголовків в меню навігації. - Перероблено оформлення теми «Кельнська туга». |
| 1.22 | 7 грудня 2013     | Нотатки про версію, Підтримка мов                                               | - Новий дизайн у службової сторінки «Вхід». - Незначні поліпшення теми оформлення «Векторне». - Повідомлення про збереження правки. |
| 1.23 | 5 червня 2014     | Нотатки про версію, Підтримка мов                                               | - Незначні вдосконалення службової сторінки «Вхід». |
| 1.24 | 26 листопада 2014 | Нотатки про версію, Підтримка мов                                               | - Категорії тепер можуть бути перейменовані. - Оновлення jQuery до версії 1.11. |
| 1.25 | 25 травня 2015    | Нотатки про версію, Підтримка мов                                               | |

## Ліцензія
MediaWiki є безкоштовною і з відкритим вихідним кодом і поширюється на умовах ліцензії GNU General Public License версії 2 або будь-якої пізнішої версії. Документація, що розміщується на офіційному сайті www.mediawiki.org, випускається під ліцензією Creative Commons BY-SA 4.0 і частково є суспільним надбанням. Зокрема, посібники та інший контент на MediaWiki.org ліцензовані Creative Commons, тоді як набір довідкових сторінок, призначених для вільного копіювання у нові інсталяції вікі та/або розповсюдження разом із програмним забезпеченням MediaWiki, є суспільним надбанням. Це було зроблено, щоб усунути правові проблеми, що виникають, коли сторінки довідок імпортують у вікі з ліцензіями, несумісними з ліцензією Creative Commons. Розробка MediaWiki загалом сприяла використанню медіаформатів з відкритим кодом.

## Розробка MediaWiki
Станом на 19 лютого 2011 проєкт очолює Тім Старлінґ. Розробники використовують систему керування версіями Subversion. Для виправлення помилок і розробки нової функціональності використовується система відслідковування помилок Phabricator, що знаходиться за адресою phabricator.wikimedia.org. Існує окремий вікі-проєкт www.mediawiki.org, повністю присвячений рушію MediaWiki (зокрема містить документацію декількома мовами). Переклад повідомлень рушія здійснюється на спеціальному сайті Translatewiki.net.

## Виноски
1. 1 2  Release Notes
2. ↑  The mediawiki Open Source Project on Open Hub: Languages Page — 2006.
3. ↑  mediawiki/COPYING
4. ↑  What is MediaWiki?. MediaWiki. 9 січня 2021. Архів оригіналу за 22 липня 2018. Процитовано 27 березня 2021.
5. ↑  Message group statistics: MediaWiki core. translatewiki.net. 20 серпня 2023. Архів оригіналу за 20 серпня 2023. Процитовано 20 серпня 2023. 488 languages (not including languages that are supported but have no translations)
6. ↑  Category:MediaWiki configuration settings. MediaWiki. 11 вересня 2016. Архів оригіналу за 10 листопада 2014. Процитовано 11 вересня 2016.
7. ↑  Extension Matrix. MediaWiki. Архів оригіналу за 11 вересня 2016. Процитовано 6 вересня 2017.
8. ↑  Manske, Magnus (Fri Aug 24 19:45:34 UTC 2001). [Wikipedia-l] PHP Wikipedia. Процитовано 13 жовтня 2024.
9. ↑  Barrett, Daniel J. (October 2008). MediaWiki. O'Reilly Media. ISBN 978-0-596-51979-7. Процитовано 23 квітня 2010.
10. ↑  David Weinberger (2007). Everything Is Miscellaneous: The Power of the New Digital Disorder. Times Books. с. 99. ISBN 0-8050-8043-0.
11. ↑  MediaWiki history. MediaWiki website. Архів оригіналу за 27 жовтня 2020. Процитовано 4 серпня 2013.
12. ↑  Wikipedia and MediaWiki. Presentation MediaWiki development (video). 28 квітня 2006. Архів оригіналу за 14 квітня 2011. Процитовано 23 вересня 2009.
13. ↑  T7451 Moving category description pages. Архів оригіналу за 26 вересня 2015. Процитовано 7 вересня 2016.
14. ↑  MediaWiki.org Project:Copyrights. Архів оригіналу за 23 серпня 2023. Процитовано 23 серпня 2023.
15. ↑  Project:PD help. MediaWiki. Архів оригіналу за 29 жовтня 2020. Процитовано 30 травня 2010.
16. ↑  Rafe Needleman (19 листопада 2008), Wikipedia gears up for flood of video and photo files, C-Net, архів оригіналу за 6 серпня 2009, процитовано 23 квітня 2010
17. ↑  http://www.mediawiki.org/wiki/Developers [Архівовано 1 січня 2011 у Wayback Machine.], отримано 19 лютого 2011